# Frans Haarsma
Frans Haarsma (Balk, 19 juli 1921 – Nijmegen, 25 november 2009) was een katholieke priester van het aartsbisdom Utrecht, theoloog en hoogleraar aan de Katholieke Universiteit Nijmegen.
De Friese geestelijke stamde uit een groot slagersgezin. Haarsma werd opgevoed door een oom en tante die in Bakhuizen woonden en ging op zijn twaalfde naar het kleinseminarie.
Na zijn priesterwijding doceerde hij eerst dogmatiek aan het groot-seminarie Rijsenburg (Driebergen). Toen alle seminaries in 1967 werden opgeheven haalde de Universiteit Nijmegen Haarsma binnen voor het onderwijs in de pastoraaltheologie; Haarsma voelde zich als dogmaticus eigenlijk niet thuis maar hij liet zich overhalen. Na zijn promotie op het werk van de protestantse theoloog O. Noordmans bleef hij in Nijmegen als hoogleraar.
In de jaren vóór, van en na het Tweede Vaticaans Concilie was hij nauw betrokken bij vrijwel alles wat zich op het geestelijk erf van de Katholieke Kerk in Nederland voordeed. In de jaren zeventig was hij onder meer voorzitter van de Sint-Willibrordvereniging voor de oecumene. In die jaren zoemde zijn naam rond als mogelijke opvolger voor kardinaal Alfrink.
Anders dan vele anderen in zijn geestelijke beroepsgroep bleef Haarsma zijn Kerk trouw, zij het met grote kritiek op en zorg over het beleid van de Nederlandse bisschoppen. In zijn publicaties als Morren tegen Mozes en Kandelaar en korenmaat getuigt hij ervan. Evenals de afscheidsbundel van de collega's Toekomst voor de Kerk?
Haarsma was tot aan zijn dood tientallen jaren in alle openlijkheid bevriend met de feministisch theologe en collega aan dezelfde universiteit (tot beider emeritaat), Catharina Halkes (1920-2011). Zij en haar kinderen ondertekenden samen met de familie Haarsma de overlijdensannonce.

## Werken
- Frans Haarsma, Walter Kasper, Franz-Xaver Kaufmann: Kirchliche Lehre, Skepsis der Gläubigen, Herder 1970
- Frans Haarsma: Grondslag En Identiteit, Tjeenk Willink 1975, ISBN 9001332188
- Frans Haarsma: Morren Tegen Mozes: Pastoraal-Theologische Beschouwingen over Het Kerkelijk Leven, 1981, ISBN 9024204895
- Frans Haarsma: Zinervaring in De Hedendaagse Cultuur, Ambo 1982, ISBN 9026305656
- Frans Haarsma; Pastoraat in de stad van de mens, afscheidsrede 1984
- Frans Haarsma: Kandelaar en korenmaat, pastoraal-theologische studies over kerk en pastoraat, Kok, Kampen, 1991
- Frans Haarsma, Frederick Franck: Watching the Vatican, Valkhof 1999, ISBN 9056250671

- Digitale Bibliotheek voor de Nederlandse Letteren: haar017
- Gemeinsame Normdatei: 1113038209
- International Standard Name Identifier: 0000 0001 1998 8256
- Library of Congress Control Number: n82056563
- Nationale Bibliotheek van Tsjechië: jo20231206840
- Nederlandse Thesaurus van Auteursnamen: 068602553
- Système universitaire de documentation: 119156091
- Virtual International Authority File: 16111992
- WorldCat: E39PBJmDpHjpVxmWmW7TpR48YP